# Zehrudin Dokle
Zehrudin Dokle (ur. 12 stycznia 1952 we wsi Borje k. Kukësu) – albański aktor i reżyser teatralny i filmowy, brat Namika Dokle. 

## Życiorys
W 1970 ukończył naukę w technikum im. 7 listopada w Tiranie, gdzie występował w szkolnym zespole teatralnym kierowanym przez Marie Logoreci. Po maturze rozpoczął studia w Instytucie Sztuk w Tiranie, na wydziale aktorskim. W czasie studiów pracował w radiu, a także pisał artykuły o teatrze do czasopisma Drita. Studia ukończył w 1974 i rozpoczął pracę w Teatrze Estradowym w Kukësie jako aktor i reżyser. W 1986 przeniósł się do Teatru Migjeni w Szkodrze. Jest autorem podręczników gry aktorskiej i sztuki recytacji. 
Na wielkim ekranie zadebiutował w 1976 niewielką rolą ojca Vaski w filmie w reż. Xhanfise Keko Tomka dhe shokët e tij. Wystąpił w dziesięciu filmach fabularnych.
W latach 90. wyemigrował wraz z rodziną do Sofii. Tłumaczył na język albański dzieła Nikołaja Chaitowa i Czudomira. Należał do grona założycieli stowarzyszenia Iwan Wazow, propagującego kulturę bułgarską w Albanii. W 2005 został uhonorowany za swoją działalność medalem przez bułgarskie ministerstwo kultury. Po powrocie do kraju ponownie zaczął współpracę z Teatrem Migjeni w Szkodrze, jako reżyser.
Żonaty (żona Kleopatra Skarco jest śpiewaczką operową), ma dwie córki (Oltę i Borjanę) i syna Learta.

## Role filmowe
- 1976: Tomka dhe shokët e tij jako ojciec Vaski
- 1977: Shembja e idhujve
- 1977: Guna mbi tela jako Zef
- 1982: Besa e kuqe jako Zef Luga
- 1984: Agimet e Stinës së Madhe jako Xengu
- 1990: Ngjyrat e moshës
- 2005: Lulet e Borës
- 2007: Mao Ce Dun jako Abdi
- 2009: Ne dhe Lenini jako Adil Kakavija